# Eupithecia oblongata
Eupithecia oblongata là một loài bướm đêm trong họ Geometridae.